# Prince Lasha
Prince Lasha (Fort Worth, 10 settembre 1929 – Oakland, 12 dicembre 2008) è stato un sassofonista, flautista e compositore statunitense.
È stato uno dei fondatori del movimento free jazz negli anni sessanta.

## Biografia
William B. Lawsha, meglio conosciuto come Prince Lasha (pronuncia "La-shay") (10 settembre 1929 – 12 dicembre 2008), è stato un jazzista statunitense, specializzato in sax alto, flauto e clarinetto.
Nato a Fort Worth, in Texas, (città natale di Ornette Coleman), studiò da autodidatta e collaborò con importanti musicisti della zona: John Carter, lo stesso Coleman, King Curtis, il batterista Charles Moffett e Dewey Redman.
Negli anni cinquanta si trasferì in California, dove, nel decennio successivo, fu attivo esponente del movimento free jazz.
Suonò a lungo col sassofonista Sonny Simmons, e di questa collaborazione restano due albums, The Cry e Firebirds per la Contemporary Records. L'album successivo vinse cinque stelle e un AMG Albumpick a Allmusic. Lasha incise anche con Eric Dolphy (Iron Man) e con l'Elvin Jones/Jimmy Garrison Sextet con la partecipazione di McCoy Tyner (Illumination!).
Negli anni settanta Lasha e Sonny Simmons incisero ancora firmandosi Firebirds.
Nel 2005, Lasha incise l'album The Mystery of Prince Lasha con l'Odean Pope Trio.
Morì il 12 dicembre 2008 a Oakland, in California.

## Discografia

### Come leader
- The Cry! - Contemporary Records, 1962
- Insight - CBS (UK only), 1966
- Firebirds with Sonny Simmons - Contemporary Records, 1967
- Firebirds, Live At The Berkeley Jazz Festival - Birdseye Records, 1974
- And Now Music - Daagnim Records, 1983
- The Mystery of Prince Lasha with the Odean Pope Trio - CIMP, 2005

### Come sideman
con Eric Dolphy
- Iron Man (1963)

con Elvin Jones / Jimmy Garrison
- Illumination! (1963)